# Pahtavaara (berg i Finland, Lappland, Tunturi-Lappi, lat 68,63, long 24,55)
Pahtavaara är ett berg i Finland.   Det ligger i den ekonomiska regionen  Fjäll-Lappland  och landskapet Lappland, i den norra delen av landet, 900 km norr om huvudstaden Helsingfors. Toppen på Pahtavaara är 521 meter över havet.
Terrängen runt Pahtavaara är huvudsakligen platt.  Trakten runt Pahtavaara är nära nog obefolkad, med mindre än två invånare per kvadratkilometer. Det finns inga samhällen i närheten. Omgivningarna runt Pahtavaara är i huvudsak ett öppet busklandskap.